# عد ثنائي بالأصابع
العد الثنائي بالأصابع هو نظام لعد وتمثيل الأعداد الثنائية على أصابع يد واحدة أو يدين. من الممكن تمثيل الأعداد من 0 حتى 1023 باستخدام الأصابع العشرة.

## كيفية العد
تعطى الأصابع القيم التالية:
- اليد اليمنى مغلقة تعطى القيمة 0
- الإبهام = 1
- السبابة = 2
- الأصبع الوسطى = 4
- البنصر = 8
- الخنصر = 16
- خنصر اليد اليسرى = 32
- بنصر اليد اليسرى = 64
- وسطى اليد اليسرى = 128
- سبابة اليد اليسرى = 256
- إبهام اليد اليسرى = 512
- جميع أصابع اليدين = 1024
- أي تشكيلة أصابع = مجموع قيمة كل اصبع حسب المذكور أعلاه

باستخدام اليد اليمنى فقط:
|             | خنصر | بنصر | وسطى | سبابة | إبهام |
| ----------- | ---- | ---- | ---- | ----- | ----- |
| قوى العدد 2 | 24   | 23   | 2    | 21    | 20    |
| القيمة      | 16   | 8    | 4    | 2     | 1     |

باستخدام اليد اليسرى فقط:
|             | إبهام | سبابة | وسطى | بنصر | خنصر |
| ----------- | ----- | ----- | ---- | ---- | ---- |
| قوى العدد 2 | 24    | 23    | 2    | 21   | 20   |
| القيمة      | 16    | 8     | 4    | 2    | 1    |

باستخدام كلتا اليدين:
|             | اليد اليسرى | اليد اليسرى | اليد اليسرى | اليد اليسرى | اليد اليسرى | اليد اليمنى | اليد اليمنى | اليد اليمنى | اليد اليمنى | اليد اليمنى |
| إبهام       | سبابة       | وسطى        | بنصر        | خنصر        | خنصر        | بنصر        | وسطى        | سبابة       | إبهام       |             |
| ----------- | ----------- | ----------- | ----------- | ----------- | ----------- | ----------- | ----------- | ----------- | ----------- | ----------- |
| قوى العدد 2 | 29          | 28          | 27          | 26          | 25          | 24          | 23          | 2           | 21          | 20          |
| القيمة      | 512         | 256         | 128         | 64          | 32          | 16          | 8           | 4           | 2           | 1           |

## أمثلة بالصور

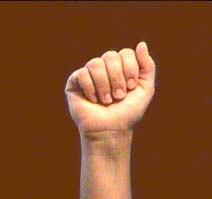
0
3 = 2 + 1
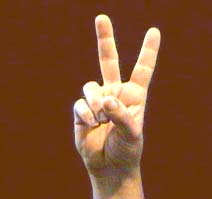
6 = 4 + 2
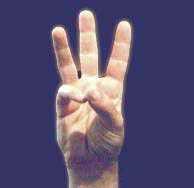
14 = 8 + 4 + 2
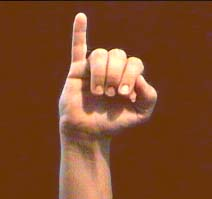
16
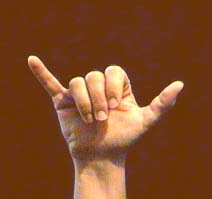
17 = 16 + 1
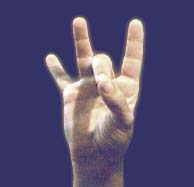
26 = 16 + 8 + 2
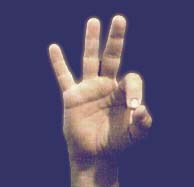
28 = 16 + 8 + 4
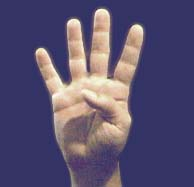
30 = 16 + 8 + 4 + 2
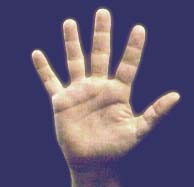
31 = 16 + 8 + 4 + 2 + 1
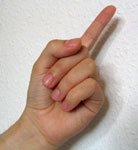
256
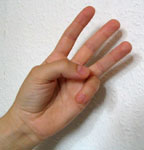
448 = 256 + 128 + 64
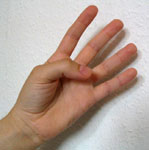
480 = 256 + 128 + 64 + 32
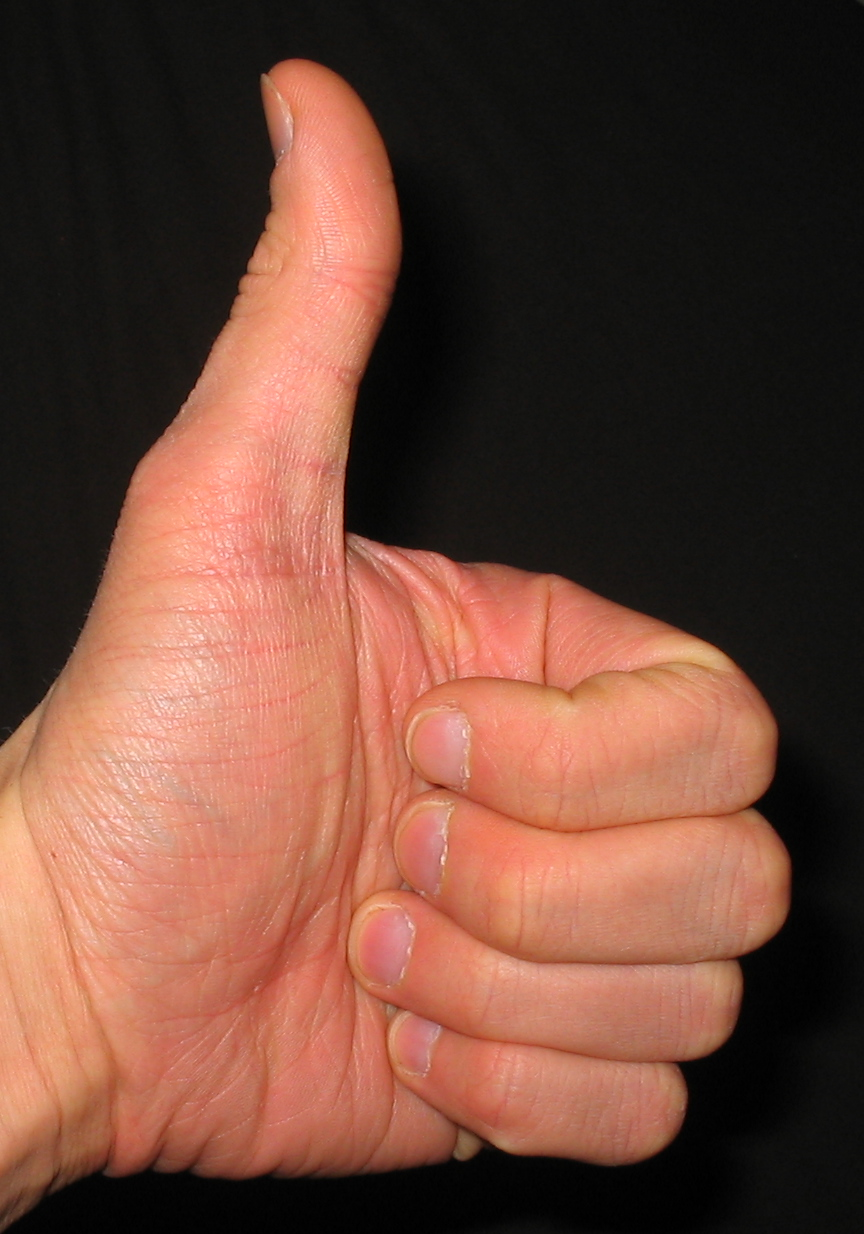
512
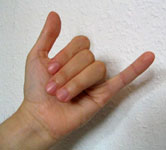
544 = 512 + 32
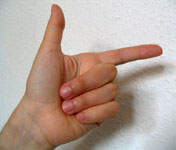
768 = 512 + 256